# Bernard Zadi Zaourou

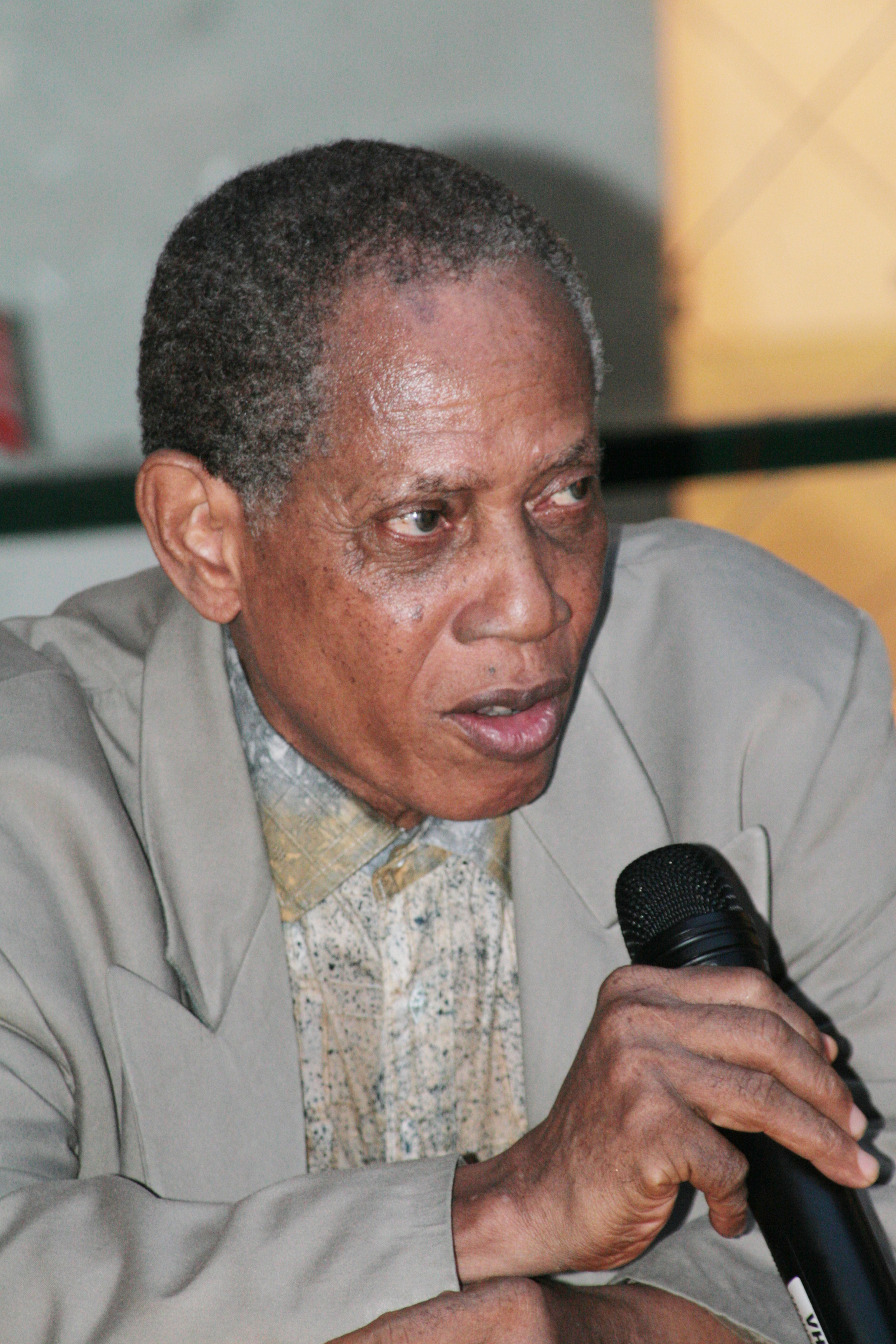
Bernard Zadi Zaourou (2009)

Bernard Zadi Zaourou oder Bottey Zadi Zaourou (* 1938 in Soubré, Elfenbeinküste; † 20. März 2012 in Abidjan) war ein ivorischer Politiker und Autor. 1993 war er Kulturminister im Kabinett von Daniel Kablan Duncan.
Er gilt als feministischer Autor und der Theoretiker der Ästhetik „DIDIGA“.

## Werke
- Fer de lance, livre I, 1975
- Césarienne (Fer de lance, livre II)
- Aube prochaine
- Les chants du souvenir

### Theater
- 1968: Sorry Lombe
- 1974: Les sofas et L'œil
- 1979: La tignasse
- 1981: La termitière
- 1984: Le secret des dieux
- 1984: Le Didiga de Dizo